# Ludmiła Wypyrajło
Ludmiła Ołeksandriwna Wypyrajło (ros. Людмила Олександрівна Випирайло, ur. 19 lipca 1979 w Symferopolu) – ukraińska kolarka torowa, brązowa medalistka mistrzostw świata.

## Kariera
Największy sukces Ludmiła Wypyrajło osiągnęła w 2005 roku, kiedy na mistrzostwach świata w Los Angeles wywalczyła brązowy medal w scratchu. W wyścigu tym wyprzedziły ją tylko Rosjanka Olga Slusariewa oraz Australijka Katherine Bates. Rok wcześniej wzięła udział w igrzyskach olimpijskich w Atenach, gdzie w wyścigu punktowym zajęła osiemnastą pozycję.